# Lee Majdoub
Lee Majdoub (* 31. Mai 1982 in Tripoli) ist ein libanesisch-kanadischer Schauspieler.

## Werdegang
Lee Majdoub stammt aus der libanesischen Großstadt Tripoli. Seine Familie floh mit ihm in den 1980er Jahren über Europa und Kanada in die Vereinigten Staaten, wo sie sich in Los Angeles niederließen. Nach dem Schulabschluss besuchte er die California State University in Long Beach, wo er Maschinenbau studierte und die er mit einem Bachelor of Science abschloss. Darüber hinaus gehörte Majdoub zum Rugbyteam der Universität.
Seit 2007 ist er in Film und Fernsehen aktiv, nachdem er zunächst eine Gastrolle in einer Episode der Serie Bionic Woman übernahm. In der Folge war er neben Kurzfilmen in weiteren Serien zu sehen, darunter Psych, Fringe – Grenzfälle des FBI, Emily Owens, Cult, Arrow, Once Upon a Time – Es war einmal …, Supernatural oder Rogue. 2017 war er in der fünften Staffel der Serie Prison Break als Yasser zu sehen und übernahm daneben die Rolle des Ted  Larson in Zoo.
Neben seinen Serienrollen wirkt Majdoub auch regelmäßig in Filmen mit, etwa in Underworld: Awakening, One Night in Seattle, If I Had Wings oder Zwischen zwei Leben, der 2017 im Rahmen des Toronto International Film Festival uraufgeführt wurde. 2020 spielte er eine Nebenrolle als Agent Stone im Kinofilm Sonic the Hedgehog. 2022 spielte er in der Fortsetzung Sonic the Hedgehog 2 erneut diese Nebenrolle. Er hat den Wunsch geäußert, in Zukunft eventuell hinter der Kamera als Regisseur zu agieren.

## Filmografie (Auswahl)
- 2007: Bionic Woman (Fernsehserie, Episode 1x05)
- 2008: Memories (Kurzfilm)
- 2008: Psych (Fernsehserie, Episode 3x02)
- 2008: Into the Black Woods (Kurzfilm)
- 2009: Tainted
- 2010: Mimespeak (Kurzfilm)
- 2011: Shattered (Fernsehserie, Episode 1x11)
- 2011: Fringe – Grenzfälle des FBI (Fringe, Fernsehserie, Episode 3x19)
- 2012: Underworld: Awakening
- 2013: One Foot in Hell (Fernsehfilm)
- 2013: Emily Owens (Emily Owens M.D., Fernsehserie, Episode 1x13)
- 2013: Cult (Fernsehserie, Episode 1x04)
- 2013: One Night in Seattle
- 2014: If I Had Wings
- 2014: Arrow (Fernsehserie, Episode 2x16)
- 2014: The ABCs of Death 2
- 2014: See No Evil 2
- 2015: UnREAL (Fernsehserie, Episode 1x04)
- 2015: Proof (Fernsehserie, Episode 1x06)
- 2015: Once Upon a Time – Es war einmal … (Once Upon a Time, Fernsehserie, Episode 5x01)
- 2015: Supernatural (Fernsehserie, 2 Episoden)
- 2016: The Magicians (Fernsehserie, Episode 1x07)
- 2016: Dead Rising: Endgame
- 2016: Brain on Fire
- 2017: Travellers – Die Reisenden (Travellers, Fernsehserie, 2 Episoden)
- 2017: Rogue (Fernsehserie, Episode 4x06)
- 2017: Prison Break (Fernsehserie, 3 Episoden)
- 2017: Zoo (Fernsehserie, 5 Episoden)
- 2017: Zwischen zwei Leben (The Mountain Between Us)
- 2017: Dirk Gentlys holistische Detektei (Dirk Gently's Holistic Detective Agency, Fernsehserie, 6 Episoden)
- 2018: The Crossing (Fernsehserie, Episode 1x10)
- 2019: Benchwarmers 2: Breaking Balls
- 2019: Puppet Killer
- 2019–2020: You Me Her (Fernsehserie, 11 Episoden)
- 2019–2020: The 100 (Fernsehserie, 10 Episoden)
- 2020: Sonic the Hedgehog
- 2020: StarBeam (Fernsehserie, Episode 2x01)
- 2022: Sonic the Hedgehog 2
- 2024: Sonic the Hedgehog 3